# Кинетичка скулптура
Кинетичка скулптура је врста скулптуре у којој је кретање основни елеменат. У 20. вијеку, кретање, кинетизам, је постало битан елеменат скулптуре. Наум Габо, Марсел Дишан, Ласло Мохољи Нађ и Александер Калдер, били су пионири модерне кинетичке скулптуре. Многобројне варијације кинетичке скулптуре укључују скулптуре чије се компоненте покрећу преко ваздушних струјања, као што је то случај са мобилним Калдеровим скулптурама, магнетизма, електромеханичких уређаја, или учешћем посматрача.
Постоји и део кинетичке уметности који укључује виртуелно кретање, односно покрет који се опажа само из одређених углова или делова дела. Овај термин се такође често сукобљава са термином „привидно кретање“, који многи људи користе када се помињу уметничко дело чије кретање креирају мотори, машине или системи на електрични погон. И привидни и виртуелни покрет су стилови кинетичке уметности за које се тек недавно расправљало као о стиловима оп уметности. Количина преклапања између кинетичке и оп уметности није довољно значајна да би уметници и историчари уметности размотрили спајање два стила под једним кровним појмом, али постоје разлике које тек треба да се направе.
„Кинетичка уметност” као надимак се развила из више извора. Кинетичка уметност има своје порекло од уметника импресиониста из касног 19. века као што су Клод Моне, Едгар Дега и Едуар Мане који су првобитно експериментисали са наглашавањем кретања људских фигура на платну. Овај тријумвират импресионистичких сликара, сви од којих су настојали да створе уметност која је животнија од њихових савременика. Дегови портрети плесача и тркачких коња су примери онога што је он веровао да је „фотографски реализам“. Током касног 19. века уметници као што је Дега осетили су потребу да изазову кретање ка фотографији живописним пејзажима и портретима са каденцом.
До раних 1900-их, одређени уметници су постајали све ближи приписивању своје уметности динамичком кретању. Наум Габо, један од двојице уметника којима се приписује именовање овог стила, често је писао о свом раду као о примерима „кинетичког ритма“. Сматрао је да је његова покретна скулптура Кинетичка конструкција (такође названа Стојећи талас, 1919–20) прва те врсте у 20. веку. Од 1920-их до 1960-их, стил кинетичке уметности је преобликовао низ других уметника који су експериментисали са мобилним уређајима и новим облицима скулптуре.

## Порекло и рани развој
Кораци које су уметници направили да „подигну фигуре и пејзаж са странице и неоспорно докажу да уметност није крута“ (Калдер, 1954) захтевали су значајне иновације и промене у композиционом стилу. Едуар Мане, Едгар Дега и Клод Моне били су три уметника 19. века који су иницирали те промене у импресионистичком покрету. Иако је сваки од њих користио јединствен приступ укључивању покрета у своја дела, они су то чинили са намером да буду реалисти. У истом периоду, Огист Роден је био уметник чији су рани радови говорили у прилог развоју кинетичког кретања у уметности. Међутим, касније критике Огиста Родена покрета индиректно су довеле у питање способности Манеа, Дега и Монеа, тврдећи да је немогуће тачно ухватити тренутак у времену и дати му виталност каква се види у стварном животу.

### Едуар Мане
Готово је немогуће приписати Манеово дело било којој ери или стилу уметности. Једно од његових дела које је заиста на ивици новог стила је Le Ballet Espagnol (1862). Контуре фигура се поклапају са њиховим гестовима као начин да се сугеришу дубине у односу једне на другу и у односу на окружење. Мане такође наглашава недостатак еквилибријума у овом делу да би гледаоцу пројектовао да је он или она на ивици тренутка који је неколико секунди удаљен од проласка. Замагљен, магловит осећај за боју и сенку у овом делу на сличан начин ставља посматрача у пролазни тренутак.
Године 1863, Мане је проширио своје проучавање кретања на равном платну са Le déjeuner sur l'herbe. Светло, боја и композиција су исти, али он додаје нову структуру позадинским фигурама. Жена која се савија у позадини није у потпуности скалирана као да је далеко од фигура у првом плану. Недостатак размака је Манеов метод креирања брзих снимака, скоро инвазивног покрета, сличног његовом замагљивању објеката у првом плану у Le Ballet Espagnol.

### Едгар Дега
Верује се да је Едгар Дега интелектуални наследник Манеа, али радикалнији поборник заједнице импресиониста. Дегови субјекти су оличење импресионистичке ере; велику инспирацију налази у сликама балетских играча и коњских трка. Његови „модерни субјекти“ никада нису замаглили његов циљ стварања покретне уметности. У свом делу из 1860. Млади Спартанци вежбају рвање, он користи класичне импресионистичке актове, али проширује целокупни концепт. Он их поставља у раван пејзажа и даје им драматичне гестове, а то је за њега указивало на нову тему „младости у покрету“.
Једно од његових најреволуционарнијих дела, Оперски оркестар (1868) тумачи облике одређеног кретања и даје им вишедимензионално кретање изван равности платна. Оркестар поставља директно у простор гледаоца, док играчи потпуно испуњавају позадину. Дега алудира на импресионистички стил комбиновања покрета, али га скоро редефинише на начин који се ретко виђао у касним 1800-им. Током 1870-их, Дега наставља овај тренд кроз своју љубав према коњским тркама са појединачним снимцима у делима као што су Voiture aux Courses (1872).
Тек 1884, са Тркаћим коњима, његов покушај стварања динамичне уметности дошао је до плода. Овај рад је део серије коњских трка и поло утакмица у којима су фигуре добро интегрисане у пејзаж. Коњи и њихови власници су приказани као да су ухваћени у тренутку интензивног размишљања, а затим нехајно одлазе у другим оквирима. Импресионистичка и целокупна уметничка заједница били су веома импресионирани овом серијом, али су били и шокирани када су схватили да је ову серију базирао на стварним фотографијама. Дегу нису узнемириле критике његове интеграције фотографије, и то је заправо инспирисало Монеа да се ослони на сличну технологију.

### Клод Моне
Дегов и Монеов стил је на један начин био веома слични: обојица су своју уметничку интерпретацију заснивали на директном „утиску мрежњаче“ како би створили осећај варијације и покрета у својој уметности. Теме или слике које су биле основа њихових слика произашле су из објективног погледа на свет. Као и код Деге, многи историчари уметности сматрају да је то подсвесно дејство које је фотографија имала у том периоду. Његови радови из 1860-их одражавају многе знаке кретања који су видљиви у Деговим и Манеовим радовима.
До 1875, Монеов додир постаје веома брз у његовој новој серији, почевши од Радионица чамаца на Сени. Пејзаж готово прогута цело платно и има довољно покрета који произилази из његових нетачних потеза кистом да су фигуре део покрета. Ова слика, заједно са Gare Saint-Lazare (1877-1878), доказује многим историчарима уметности да је Моне редефинисао стил ере импресионизма. Импресионизам је у почетку био дефинисан изолацијом боје, светлости и покрета. Крајем 1870-их, Моне је био пионир стила који је комбиновао сва три, задржавајући фокус на популарним темама импресионистичке ере. Уметници су често били толико задивљени Монеовим танким потезима киста да је то на његовим сликама било више од покрета, већ више упечатљива вибрација.

### Огист Родин
Огист Родин је у почетку био веома импресиониран Монеовим вибрирајућим радовима и Деговим јединственим разумевањем просторних односа. Као уметник и аутор уметничких критика, Родин је објавио више радова који подржавају овај стил. Тврдио је да је Монеов и Дегов рад створио илузију „да уметност хвата живот кроз добро моделовање и кретање“. Године 1881, када је Роден први пут извајао и произвео сопствена уметничка дела, одбацио је своје раније идеје. Вајање је довело Родина у невољу за коју је сматрао да ниједан филозоф нити било ко може да реши; како уметници могу да пренесу покрет и драматичне покрете из дела тако чврстих као што су скулптуре? Након што му је пала на памет ова загонетка, објавио је нове чланке који нису намерно нападали људе попут Манеа, Монеа и Дега, већ је пропагирао сопствене теорије да импресионизам није у преношењу покрета већ у његовом представљању у статичком облику.

## Надреализам 20. века и рана кинетичка уметност
Надреалистички стил 20. века створио је лак прелазак у стил кинетичке уметности. Сви уметници су сада истраживали теме које не би биле друштвено прихватљиве за статички уметнички приказ. Уметници су отишли даље од само сликања пејзажа или историјских догађаја, и осетили су потребу да се удубе у свакодневно и екстремно да би интерпретирали нове стилове. Уз подршку уметника као што је Алберт Глез, други авангардни уметници као што су Џексон Полок и Макс Бил осећали су се као да су пронашли нову инспирацију да открију необичности које су постале фокус кинетичке уметности.

### Алберт Глез
Глез је сматран идеалистичким филозофом уметности касног 19. века и почетка 20. века у Европи, а тачније у Француској. Његове теорије и расправе из 1912. о кубизму дале су му престижну репутацију у било којој уметничкој дискусији. Ова репутација му је омогућила да делује са значајним утицајем када је подржавао пластични стил или ритмички покрет уметности 1910-их и 1920-их. Глез је објавио теорију о покрету, која је даље артикулисала његове теорије о психолошкој, уметничкој употреби покрета у спрези са менталитетом који настаје када се разматра кретање. Глез је више пута тврдио у својим публикацијама да људска креација подразумева потпуно одрицање од спољашњих сензација. То је за њега оно што је уметност учинило покретљивом, када је многима, укључујући и Родена, она била крута и непоколебљиво непокретна.
Глез је прво нагласио неопходност ритма у уметности. За њега је ритам значио визуелно пријатно поклапање фигура у дводимензионалном или тродимензионалном простору. Слике треба да буду размакнуте математички или систематски тако да изгледа да су у интеракцији једна са другом. Слике такође не би требало да имају карактеристике које су превише одређене. Морају да имају облике и композиције које су готово нејасне, а одатле гледалац може да верује да се саме фигуре крећу у том скученом простору. Желео је да слике, скулптуре, па чак и пљоснати радови уметника из средине 19. века покажу како фигуре тако да могу да пренесу гледаоцу да постоји велики покрет садржан у одређеном простору. Као филозоф, Глез је такође проучавао концепт уметничког покрета и како се то допада гледаоцу. Глез је ажурирао своје студије и публикације током 1930-их, баш када је кинетичка уметност постала популарна.